# Guessia Guelfman
Guessia Mirovna Guelfman (en russe : Геся Мировна Гельфман ; en biélorusse : Геся Міраўна Гельфман, Hessia Mirawna Helfman), née en 1855 à Mazyr (Empire russe, aujourd'hui en Biélorussie) et morte le 1er (13) février 1882 à Saint-Pétersbourg, est une révolutionnaire russe membre du mouvement Narodnaïa Volia, qui participa à l'attentat de mars 1881 qui coûta la vie au tsar Alexandre II de Russie.

## Biographie
Guessia Guelfman naît au sein d'une famille juive. À seize ans, afin d'échapper à un mariage arrangé, elle s'enfuit à Kiev où elle travaille dans une usine de confection et entre en contact avec les cercles révolutionnaires locaux. En particulier, elle se lie d'amitié avec Lev Deutsch et Nikolaï Kolodkevitch (ru), qui deviendra son mari. 
Dans les années 1870, elle est arrêtée pour activité révolutionnaire. En 1877, elle est condamnée à deux ans de travaux forcés lors du procès de militants révolutionnaires, dit « procès des cinquante ». 
Échappée de la relégation à Staraïa Roussa en novembre 1879, elle gagne Saint-Pétersbourg et rejoint le mouvement Narodnaïa Volia, probablement à la suite de son mari, qui est membre du comité exécutif de l'organisation. En son sein, elle est chargée de la tenue de plusieurs appartements de conspiration. À l'époque de l'attentat qui coûte la vie au tsar Alexandre II (1er/13 mars 1881), elle vit dans l'un de ces appartements, sous le nom d'Elena Grigorievna, avec son camarade Nikolaï Sabline, se présentant comme un couple marié à l’abri de tout soupçon.
Deux jours après l'attentat, la police fait irruption dans l'appartement et Guessia Guelfman est arrêtée alors que Nikolaï Sabline préfère se suicider en se tirant une balle de revolver dans la tête. Elle nie sa participation à l'attentat, mais la justice la condamne à mort en tant que militante Pervomartovtsi. Cependant, ayant déclaré qu'elle était enceinte, un contrôle médical constate sa grossesse et sa condamnation est initialement remise à quarante jours après la naissance, puis commuée en prison à vie. Son mari avait également été arrêté en janvier.
En octobre, elle donne le jour a une fille, mais celle-ci lui est enlevée le 25 janvier 1882 et placée dans un orphelinat en tant qu'enfant de l'assistance publique, bien que les parents de Kolodkevitch en aient demandé en vain la garde. Elle meurt, début février 1882, d'une péritonite qui s'est développée à la suite de complications post-natales non traitées, bientôt suivie également par l'enfant. Kolodkievitch meurt en prison du scorbut deux ans plus tard.
En 1883, le propagandiste révolutionnaire  Sergueï Mikhaïlovitch Kravtchinski, alias Stepniak, dédie à « Hessa Helfman » l'un des huit « profils révolutionnaires » contenus dans sa Russie souterraine, le seul qu'il veut consacrer, à titre exceptionnel, à une figure qu'il n'a pas connue « personnellement ». Stepniak écrit: 

« C'était une de ces héroïnes anonymes , une de ces ouvrières obscures, qui se sacrifient tout entières à leur cause, sans rien réclamer pour elles-mêmes. Elles acceptent le plus ingrat de tous les rôles ; elles se sacrifient pour les plus humbles besognes. Elles ont prêté leur nom pour une correspondance ;  elles ont donné asile à un inconnu ; elles ont porté un paquet sans savoir ce qu'il contenait.
À celles-là les poètes ne dédient pas de vers. L'histoire n'écrit leurs noms dans les annales.  Pour elles la postérité n'a pas de reconnaissance. Pourtant, sans leur concours, le parti n'existerait pas.  Toute lutte deviendrait impossible. 
Mais voilà que le hasard choisit une de ces ouvrières obscures, pour l'arracher à la profonde obscurité où elle pensait  consumer sa vie, et la porte si haut, si haut que sa renommée devient universelle. Et alors tous les regards se fixent sur celle qui semblait si modeste. On découvre en elle des traits d'une grandeur d'âme, d'une abnégation, d'un courage tels, qui forcent l'admiration des plus hardis.
Voilà à peu près l'histoire de Hessa Helfman. »

— Stepniak, La Russie souterraine (1885), pp. 151-152